# Kirvin
Kirvin é uma cidade  localizada no estado norte-americano de Texas, no Condado de Freestone.

## Demografia
Segundo o censo norte-americano de 2000, a sua população era de 122 habitantes.
Em 2006, foi estimada uma população de 127, um aumento de 5 (4.1%).

## Geografia
De acordo com o United States Census Bureau tem uma área de
1,0 km², dos quais 1,0 km² cobertos por terra e 0,0 km² cobertos por água.

## Localidades na vizinhança
O diagrama seguinte representa as localidades num raio de 20 km ao redor de Kirvin.